# The Dethalbum
The Dethalbum è l'album di debutto della band virtuale Dethklok, protagonista della serie animata americana Metalocalypse, pubblicato il 25 settembre 2007. L'album contiene canzoni della serie TV, oltre a brani inediti.
L'edizione deluxe dell'album contiene un disco bonus contenente sette ulteriori tracce, il videoclip della canzone Bloodrocuted e il primo episodio della seconda stagione di Metalocalypse.
Il singolo Hatredcopter ha fatto parte, prima della pubblicazione dell'album, della colonna sonora del film Saw III - L'enigma senza fine.
L'album ha debuttato al numero 21 sulla Billboard 200 con 33 740 copie vendute nella prima settimana in cui è stato anche ascoltato in streaming 45.000 volte su AOL Music. È stato inoltre uno degli album death metal più venduti nella storia della Billboard 200, prima che Dethalbum II lo superasse. Una versione più breve del singolo Thunderhorse è stato anche incluso nella colonna sonora del videogioco della Activision Guitar Hero II.
Per promuovere l'album è stata creata una band capitanata da Brendon Small, lo stesso Small ha creato anche dei video musicali appositamente per le esibizioni live, che successivamente sono stati inclusi nel dvd dell'edizione speciale di Deathalbum II.
La canzone Murmaider è stata inserita nella colonna sonora del videogioco Brütal Legend.

## Tracce
1. Murmaider - 3:24
2. Go into the Water - 4:20
3. Awaken - 3:37
4. Bloodrocuted - 2:18
5. Go Forth and Die - 4:22
6. Fansong - 2:53
7. Better Metal Snake - 3:27
8. The Lost Vikings - 4:26
9. Thunderhorse - 2:46
10. Briefcase Full of Guts - 2:44
11. Birthday Dethday - 2:48
12. Hatredcopter - 2:56
13. Castratikron - 2:57
14. Face Fisted - 4:17
15. Dethharmonic - 4:31
16. Deththeme - 0:34
17. Go into the Water - 4:20

Disco bonus
1. Duncan Hills Coffee Jingle - 1:15
2. Blood Ocean - 2:50
3. Murdertrain a Comin' - 3:33
4. Pickles Intro - 0:34
5. Kill You - 3:41
6. Hatredy - 4:17
7. Dethklok Gets in Tune